# Batracomorphus helenus
Batracomorphus helenus är en insektsart som beskrevs av Knight 1983. Batracomorphus helenus ingår i släktet Batracomorphus och familjen dvärgstritar. Inga underarter finns listade i Catalogue of Life.